# Scena di spiaggia con pescatori
Scena di spiaggia con pescatori è un dipinto di Ludolf Bakhuizen. Eseguito verso il 1665, è conservato nella National Gallery di Londra.

## Descrizione
Si tratta di un'opera giovanile di Bakhuizen, divenuto in seguito più noto per le scene con navi da guerra, di solito caratterizzate dal mare tempestoso, che riflette l'attenzione dell'autore per la lezione stilistica di Hendrick Dubbels.